# Čemin
Čemin (ceratostigma; lat. Ceratostigma), trajnica, polugrmova i grmova iz porodice vranjmilovki. Postoji 7 vrsta iz Afrike i Azije. 
U  Hrvatskoj raste jedna vrsta modri čemin (C. plumbaginoides)) 

## Vrste
1. Ceratostigma abyssinicum (Hochst.) Asch.
2. Ceratostigma asperrimum Stapf ex Prain
3. Ceratostigma griffithii C.B.Clarke
4. Ceratostigma minus Stapf ex Prain
5. Ceratostigma plumbaginoides Bunge
6. Ceratostigma ulicinum Prain
7. Ceratostigma willmottianum Stapf